# Saint-Raymond
Saint-Raymond – miasto w Kanadzie, w prowincji Quebec.